# 牌坊乡
牌坊乡，是中华人民共和国四川省达州市大竹县曾经下辖的一个乡。2019年12月，撤销牌坊乡，将其所属行政区域划归庙坝镇管辖。

## 行政区划
牌坊乡撤销前下辖以下地区：
街道社区、石马村、太平村、石堰村、土竹村和大全村。